# Tommaso D'Apice
Pas d'image ? Cliquez ici

a Compétitions nationales et continentales officielles uniquement.

b Matchs officiels uniquement.
Dernière mise à jour le 22 mars 2025.
Tommaso D'Apice, né le 30 juin 1988 à Bénévent (Italie), est un joueur international italien de rugby à XV évoluant au poste de talonneur.

## Biographie

### En club
Tommaso D'Apice a joué dans les clubs de rugby du Rugby Calvisano en 2008-2009 et par la suite des difficultés financières du club, il mute pour Rugby Rome, pour évoluer dans le Championnat d'Italie. En raison du Tournoi des Six Nations 2011 qui retient nombre de joueurs des deux franchises italiennes qui évoluent dans la Ligue Celte, il est appelé à évoluer pour deux journées avec la franchise d'Aironi.
Il signe en juillet 2012 pour le club de Gloucester Rugby, en Angleterre. L'année suivante, il rejoint la franchise italienne des Zebre.

### En équipe nationale
Il est retenu dans un groupe de 30 joueurs pour la préparation de la Coupe du monde, il connaît sa première cape internationale en équipe d'Italie le 13 août 2011 contre l'équipe du Japon.

## Statistiques en équipe nationale
- 13 sélection en équipe d'Italie
- Sélection par année : 3 en 2011, 7 en 2012, 1 en 2016, 2 en 2017
- Tournoi des Six Nations disputé : 2012, 2017